# Корез (град)
Корез (фр. Corrèze) је насељено место у Француској у региону Лимузен, у департману Корез.
По подацима из 2011. године у општини је живело 1154 становника, а густина насељености је износила 33,78 становника/km².

## Демографија
| 1962. | 1968. | 1975. | 1982. | 1990. | 2011. |
| ----- | ----- | ----- | ----- | ----- | ----- |
| 1.550 | 1.576 | 1.528 | 1.340 | 1.145 | 1.154 |